# وذمة وعائية وراثية
الوذمة الوعائية الوراثية (بالإنجليزية: Hereditary angioedema)‏ هو مرض يؤدي إنتفاخات شديدة متكررة، يحدث هذا الانتفاخ غالبا في الذراعين والوجه والساقين والقنوات المعوية والمجاري التنفسية. الحكة غالبا لا تترافق مع هذه الاعراض. إذا كان الانتفاخ في القنوات المعوية يترافق مع الاعراض الام في البطن والاستفراغ. الانتفاخ في المجاري التنفسية يؤدي إلى تضيقها ان لم يتم علاج هذه الحالة ستتكرر الاعراض كل اسبوعين وتستمر لعدة أيام.
هناك ثلاثة أنواع للوذمة الوعائية الوراثية النوع الأول والثاني يحدث بسبب طفرة في الجين SERPING1
اما النوع الثالث يحدث بسبب طفرة في العامل 12 مما يؤدي إلى زيادة كميات البريديكاينين bradykinin الذي يحفز الانتفاخ ينتقل هذا المرض وراثيا من أحد الاباء وراثة سائدة أو بحصول طفرة جينية جديدة التوتر والضربات الصغيرة تحفز  حصول هذه المشكلة وتحفز ظهور الاعراض ولكن غالبا تحدث بدون سابق انذار علاج هذه المشكلة يكمن بالوقاية من حدوث الاعراض وعند حدوثها يكون العلاج  بإعطاء السوائل الوريدية ويمكن ان نحتاج اجهزة لدعم التنفس مثل الاوكسجين ومن الادوية المستخدمة كوقاية أو كعلاج مثبط C1  ويستخدم أيضا  icatibant و  icatibant تصيب هذه المشكلة شخص واحد من بين 50000 شخص وتلاحظ بفترة الطفولة النوع الأول والثالث يؤثر على الإناث والذكور بشكل متساوي لكن النوع الثالث يصيب غالبا الإناث بنسبة أكبر إذا تأثرت المجاري التنفسية يؤدي إلى الوفاة بنسبة 25 % مع العلاج تكون النتائج أفضل تم اكتشاف أول حالة سنة 1888